# Akhand Path
L'Akhand Path, (Gurmukhi : ਅਖੰਡ ਪਾਠ, devanagari : अखंड पाठ, shahmukhi : اکھنڈ پاٹھ), est la récitation ininterrompue du livre saint des sikhs le Guru Granth Sahib, de son début jusqu'à la fin. Cette lecture se fait normalement en 48 heures. Les saintes Écritures sont présentées généralement sous la forme d'un livre de grande taille de 1430 pages. Ce rituel est censé apporter la paix et la consolation aux lecteurs comme aux auditeurs. Akhand se traduit par: ininterrompu; path par: lecture.
Pour se placer sous la dénomination de Akhand Path, la lecture doit se poursuivre jour et nuit, sans cesser. L'attention des lecteurs qui se relayent doit être portée sur la continuité parfaite du texte sacré. Dans les Gurdwaras majeurs, akhand path est exécuté de manière permanente; lorsqu'un se termine, un autre débute. Les jours de célébrations importantes, des Akhand Path sont spécialement dits. Les familles sikhes en organisent à diverses occasions comme des mariages, des anniversaires de décès, l'installation dans une nouvelle maison…
La prière qu'est l'Ardas est récitée en début et en fin de l'Akhand Path. L'offrande Karah Parshad est donnée en conclusion.
L'origine de l'akhand path semble remonter au XVIIIe siècle. Les temps étaient incertains et afin d'unir les pensées et d'établir une force spirituelle, l'akhand path était de vigueur. De telles lectures ont des comparaisons dans l'hindouisme, et dans le christianisme.